# Lagune Varvarco Campos
Le lagune Varvarco Campos est un lac andin d'origine glaciaire, situé en Argentine, dans le département de Minas, au nord de la province de Neuquén, en Patagonie. 

## Géographie
Le lac s'étend à quelque 2 020 mètres d'altitude, à proximité immédiate de la frontière chilienne. Il est entouré de hautes montagnes, dont certaines tombent à pic dans ses eaux.
Sa qualification de « lagune » est en fait fort peu appropriée. Il s'agit en fait d'un lac de belle taille. Il a une longueur d'une dizaine de kilomètres, sa largeur moyenne étant de 2,5 kilomètres. Sa profondeur maximale est estimée à 90 mètres.
On y pratique la pêche aux salmonidés, principalement la truite arc-en-ciel. 

## Émissaire
- Le río Varvarco qui prend naissance à son extrémité méridionale. Après quelques kilomètres, il traverse la lagune Varvarco Tapia. Il se jette dans le río Neuquén en rive gauche, 25 kilomètres au nord de la ville d'Andacollo.